# Guglielmo Ferri
Guglielmo Ferri (Firenze, 23 aprile 1907 – Bussolengo, 19 settembre 1970) è stato un militare e politico italiano.

## Biografia
Giovanissimo militante del Partito Nazionale Fascista ancor prima della marcia su Roma aveva poi anche subito aggressioni e processi legati all'attività delle squadre d'azione. Aveva inoltre militato nelle formazioni giovanili del partito fino al 1925. Il 29 novembre 1929 si sposò a Torino con Maria Faggian, con la quale ebbe quattro figli: Vanna, Cinzia, Lucia e Curzio.. 
Trasferitosi a Parma aprì una casa farmaceutica la "Farmaceutici 
Autarchici Italiani". Durante la guerra l'azienda ebbe delle difficoltà ma nonostante ciò superò un'istanza di fallimento a Bologna.

### Gli esordi a Parma
Dopo l'armistizio dell'8 settembre 1943 entrò a far parte delle prime squadre d'azione che si formarono immediatamente a Parma che divennero poi squadre di polizia federale. Secondo Ferri il Partito Fascista Repubblicano avrebbe dovuto prendere il sopravvento su tutte le strutture statali e in questo senso riuscì inizialmente ad operare insieme al federale Antonio Valli contrapponendo le squadre federali alla Questura. La squadra guidata da Ferri si proponeva come obiettivo di colpire innanzitutto coloro che avevano tradito il partito dopo la caduta del fascismo del 25 luglio e autofinanziandosi sequestrando i beni dei notabili antifascisti. Ferri vedeva nel fascismo repubblicano l'ultima possibilità di sopravvivenza dell'idea fascista in Italia e pertanto non è disposto a cedere ai rappresentanti della vecchia politica che a suo avviso continuavano a manovrare il partito.
(Da una lettera ad Antonio Valli dell'11 agosto 1944)
Divenuto nel frattempo Antonio Valli capo della Provincia, alla guida della federazione fu posto un triumvirato formato dallo stesso Valli, da Ferri e da Gianni Carbognani, studente universitario che nel gennaio del 1944 divenne il nuovo Federale.
Con la creazione della Guardia Nazionale Repubblicana il 5 dicembre 1943 tutte le squadre di polizia federale furono sciolte. Ferri protestò inutilmente per questa decisione presso Valli ribadendo la necessità di revocare lo scioglimento delle squadre federali e di potenziarle visti gli importanti risultati ottenuti a Parma con un numero di arresti superiore a quelli operati dalla questura.
Inviso al comando tedesco che non lo poteva controllare, in accordo con la questura, sfruttò una sanguinosa rappresaglia seguita ad un attentato avvenuto il 31 gennaio 1944 contro un reparto della GNR per attribuire la responsabilità indiretta al capo della Provincia Valli e a Ferri. Valli era totalmente estraneo agli avvenimenti come poi appurato in un processo svoltosi nel dopoguerra mentre Ferri probabilmente aveva partecipato alla rappresaglia.
Nel corso di una manifestazione conclusasi con la deposizione di una corona di fiori presso il monumento ai caduti una bomba a mano SIPE fu lanciata in mezzo alla folla e nell'esplosione uccise il diciottenne Adolfo Cianchi e ferì sette persone. La sera stessa tre noti antifascisti di Parma furono prelevati da casa e fucilati per strada. In campo antifascista nel dopoguerra si sostenne che l'esplosione della bomba fosse da attribuire ai convenuti alla manifestazione che avrebbero fatto esplodere la SIPE per caso, ipotesi smentita dalle testimonianze raccolte dallo storico Franco Morini le quali escludono che militi presenti fossero armati e che secondo Vittorio Cianchi, fratello della vittima, l'obiettivo sarebbe stato il segretario federale Carbognani. Inoltre in una riunione del CLN parmense tenutasi nel febbraio 1944 si era consumata l'uscita del rappresentante socialista Ciro Canattieri che aveva accusato i comunisti di aver provocato la rappresaglia di pochi giorni prima. Inoltre l'attentato fu rivendicato sul "Il combattente" del 20 marzo 1944, organo clandestino delle Brigate Garibaldi, in cui pur posticipando la data di una settimana si dava notizia di un'azione partigiana in cui: "Il 7 febbraio a Parma un milite fu ucciso e sette sono feriti".
Inviso anche agli elementi moderati del partito fu accettato di buon grado il compromesso di allontanarlo dalla provincia di Parma nominandolo federale di Reggio Emilia, città dove il movimento partigiano era già articolato.

### Federale di Reggio
Il 16 settembre 1944 Ferri fu nominato segretario federale del Partito Fascista Repubblicano di Reggio Emilia e, con il grado di tenente colonnello, comandante XXX Brigata Nera "Amos Maramotti" di Reggio Emilia sostituendo al comando il federale Armando Wender.. Sotto il comando di Ferri la Brigata Nera cambiò nome in "Davolio Francesco Marani" in onore del segretario del PFR di Fabbrico ucciso il 25 maggio 1944.
La nomina di Ferri alla guida della federazione di Reggio Emilia fu accolta positivamente dai vertici cittadini che in un notiziario interno scrissero:
(Notiziario interno del Partito Fascista Repubblicano di Reggio Emilia alla nomina di Ferri a federale 18 settembre 1944)

#### I fatti di Reggiolo
In coincidenza con la nomina di Ferri la notte tra il 16 e il 17 settembre 1944 a Reggiolo avvenne una sparatoria tra partigiani gappisti e una pattuglia della Brigata Nera nel corso della quale morirono i due militi Ambrogio Zanotti e Arturo Bianchini.
Ferri, intenzionato a riorganizzare il partito nel corso dell'orazione funebre preannunciò che come risposta alle uccisioni isolate di fascisti per sradicare il fenomeno partigiano lo avrebbe combattuto duramente::
(Guglielmo Ferri nell'orazione funebre per i caduti Zanotti e Bianchini 18 settembre 1944)
Il 19 settembre, circa 200 militi della Brigata Nera affluirono a Reggiolo e fermarono una trentina di persone scelte tra quelle che dopo l'armistizio dell'8 settembre 1943 si erano distinti nella propaganda antifascista o che pur essendo già iscritte al PNF, si erano rifiutati di rinnovare la tessera al PFR e quindi accusate di essere traditori del fascismo. La lista degli arrestati fu stilata dal figlio di una delle vittime. Di costoro ne furono fucilate quattro indicate come componenti di un nucleo di partigiani delle Fiamme Verdi e che secondo il rapporto inoltrato da Ferri furono trovate in possesso di armi.
Il giorno dopo la rappresaglia il Commissario Prefettizio Augusto Nasuelli, si tolse la vita con un colpo di pistola nella sua abitazione, motivando con uno scritto "l'impossibilità di sopravvivere al dolore causatogli dagli avvenimenti di quei giorni".
Ferri considerò la rappresaglia un'azione dimostrativa rivolta alla popolazione accusata di fiancheggiare la lotta partigiana, più preoccupato il segretario comunale di Reggiolo che espresse le sue perplessità al capo della Provincia di Reggio Emilia Almo Vanelli denunciando come la popolazione maschile si fosse allontanata dal paese per timore di nuove rappresaglie.
La presenza di Ferri rivitalizzò la Brigata Nera che fino a quel momento non aveva svolto attività rilevante e nelle sue file iniziarono a confluire, soprattutto dalla GNR, gli elementi più decisi e violenti. Una delle prime azioni vide la brigata nera sconfinare a Collecchio, nella vicina provincia di Parma, per inseguire un nucleo partigiano che aveva sottratto un camion carico di benzina. Presso la tenuta "Ferlano" del principe Carrega arrestarono il cascinaio il quale rivelò il nome di altri antifascisti tanto che ne furono arrestati tredici e i beni presenti nelle loro abitazioni furono sequestrati. L'intervento del comando militare tedesco dispose la restituzione dei beni sequestrati e la liberazione degli arrestati. Inoltre il capo della Provincia di Parma Antonino Cocchi protestò presso quello di Reggio Emilia Giovanni Battista Caneva per l'interferenza nella sua giurisdizione e pretendendo la restituzione di tutti beni sequestrati.
Ciononostante la situazione politica non migliorò e Ferri si rese conto che rispondere con eccessiva spietatezza come a Reggiolo non avrebbe migliorato la situazione così il 30 settembre 1944 con una circolare vietò ai membri della Brigata Nera di assumere iniziative individuali senza il consenso del partito.
Le forze Alleate nel frattempo avevano sfondato la linea Gotica lungo il mare Adriatico ed avevano raggiunto Rimini. Nel timore che le provincie più vicine al fronte potessero essere investite dall'offensiva Alleata il 2 ottobre 1944 ricevuti direttamente ordini dal segretario del PFR Alessandro Pavolini dispose lo sfollamento di tutti i presidi della Brigata Nera della bassa reggiana oltre il Po e l'invio di tutti gli automezzi a Guastalla. L'arresto dell'avanzata Alleata fece slittare i progetti di ripiegamento.
Nel frattempo il 13 ottobre fu decisa la sostituzione di Ferri alla guida del PFR reggiano con il colonnello della Guardia Nazionale Repubblicana Ignazio Battaglia, l'avvicendamento fu stabilito per il 23 ottobre. Lo stesso giorno dell'avvicendamento Ferri si incontrò con Pavolini alla direzione nazionale del partito dove fu incaricato di costituire una nuova Brigata Nera Mobile da dislocare oltre il fiume Po. La sera del 24 Ferri riunì i militi a lui più fedeli ed organizzò in tutta fretta la partenza verso il nord portando via quasi tutti gli automezzi, la cassa del partito e buona parte dell'armamento. La partenza notturna nelle parole del capo della Provincia Caneva assunse le caratteristiche di una fuga. Critico fu anche il giudizio del colonnello Ballarino, comandante GNR di Reggio Emilia che accusò Ferri di sabotaggio.
Si ripropose quindi il dualismo tra le due anime della RSI in cui da una parte vi erano i rappresentanti istituzionali che vedevano nei fascisti estremisti coloro che privilegiavano il partito rispetto alla costruzione dello Stato. E viceversa, gli estremisti che si vedevano come gli ultimi difensori dell'idea contrapposti a opportunisti e massoni disponibili al compromesso.

### La brigata mobile

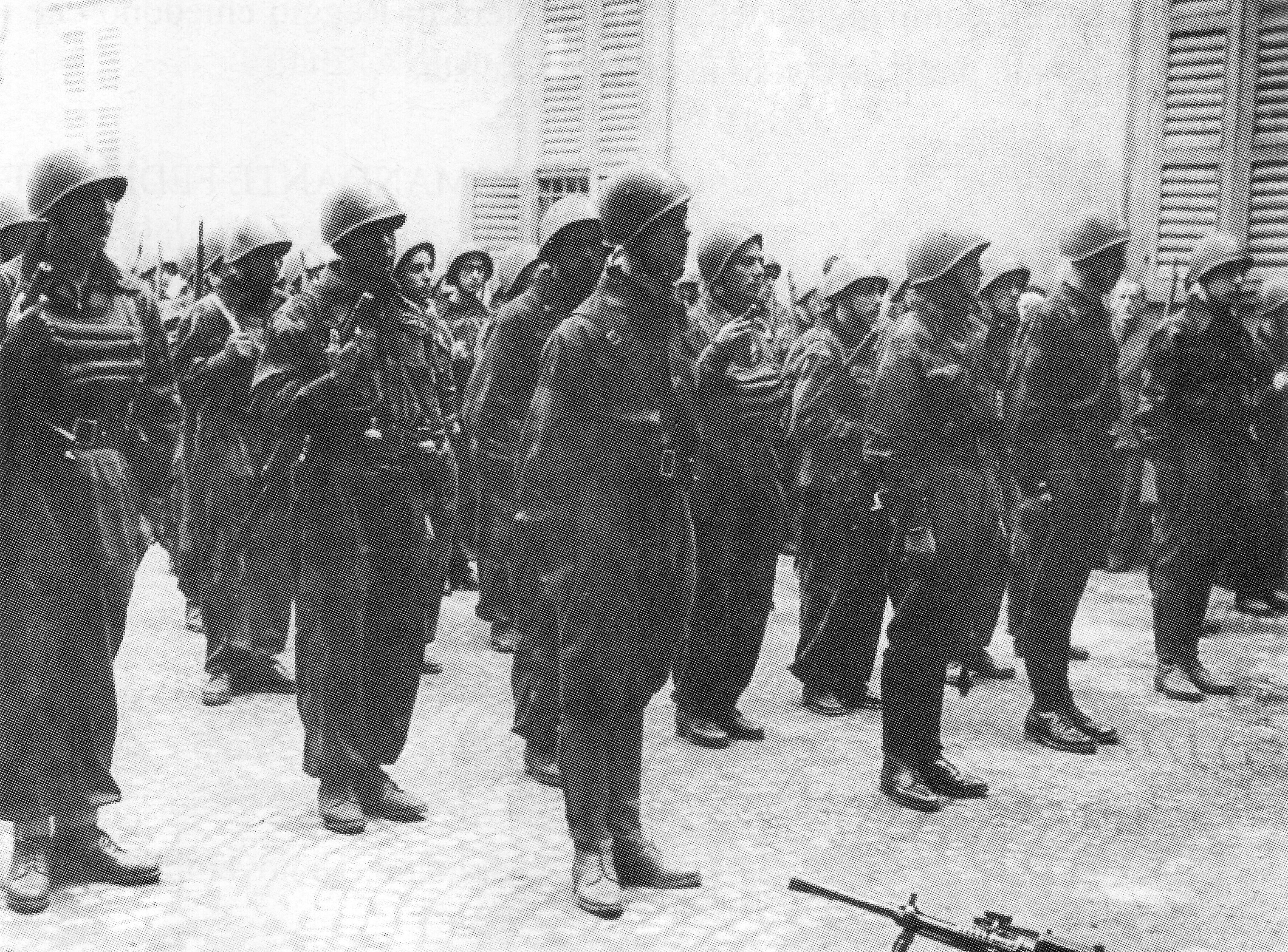
La Brigata Nera "Giovanni Gentile" a Cremona poco prima della partenza per la Valtellina

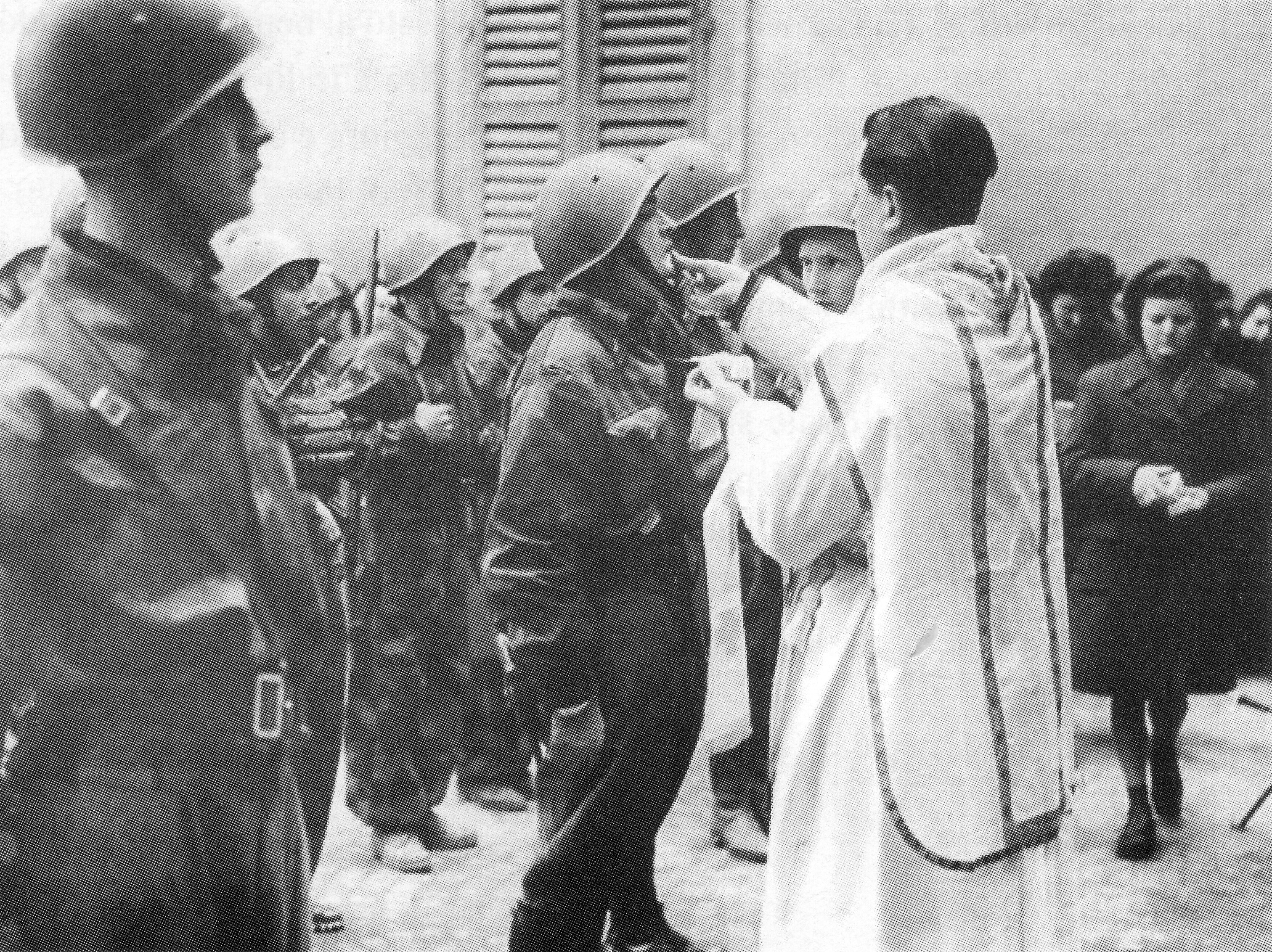
Guglielmo Ferri prende la comunione

A Soncino in provincia di Cremona nell'autunno 1944 Ferri diede vita alla Brigata Nera Autonoma "Giovanni Gentile" dalla forza di una sola compagnia e svolse opera di presidio per tutto l'inverno. Il 6 novembre la Brigata fu posta a difesa del ponte che attraversava il fiume Oglio. La brigata non fu impiegata in operazioni militari rilevanti e rimanendo in attesa di essere trasferita al nord.
Prima della caduta della Repubblica Sociale Italiana, la brigata si trasferì a Tirano, nel ridotto alpino repubblicano della Valtellina, dove operò insieme agli uomini della Milice française di Joseph Darnand. Su indicazione di Alessandro Pavolini assumendo anche la nuova denominazione di "Compagnia Cremona". La compagnia rimase a presidiare Tirano fino al 29 aprile 1945 quando cedette le armi dopo essersi asserragliata nella Torre Torelli. Secondo Giorgio Pisanò fu l'ultimo reparto in tutta la Valtellina ad accettare la resa ricevendo anche l'onore delle armi dagli stessi partigiani. Il giorno precedente, alla notizia della cattura di Mussolini, si era arresa la colonna di soccorso comandata dal maggiore della Guardia Nazionale Repubblicana di Frontiera Renato Vanna.

### Il dopoguerra
A giugno Ferri fu incarcerato a Parma dove nel luglio 1945 affrontò il processo insieme all'ex capo della Provincia Antonio Valli per la rappresaglia del 31 gennaio 1944 venendo condannati entrambi alla fucilazione.
Dopo la sentenza di Parma nello stesso mese Ferri affrontò un nuovo processo a Reggio Emilia per rappresaglie avvenute a Reggiolo, Coviolo e Campagnola Emilia.
Venendo riconosciuta la sua responsabilità politica, fu nuovamente condannato alla fucilazione il 24 luglio insieme ad altre 23 militi della Brigata nera.
Quest'ultima sentenza il 5 agosto 1945 fu dichiarata dalla corte di cassazione assorbita dalla prima per quanto riguardava Ferri e annullata nei confronti di tutti gli altri condannati che furono rinviati ad un altro tribunale.
Intanto Valli accusato in particolare di non essere intervenuto per evitare la rappresaglia, nel 1954 davanti alla Corte d'assise d'appello di Bologna fu completamente scagionato da ogni accusa. I responsabili della rappresaglia non furono mai ufficialmente individuati, ma nel corso del processo contro Valli l'ex segretario del federale di Reggio Emilia raccontò che, venuti a conoscenza della morte del giovane milite, una ventina di fascisti reggiani in serata si recò a Parma per attuare la rappresaglia.
La condanna capitale di Ferri fu dapprima mutata in ergastolo, probabilmente nel 1947, quando fu trasferito nel Carcere di Porto Azzurro poi dopo una revisione del processo fu amnistiato e rimesso in libertà nel 1954.
Ferri morì a Bussolengo il 19 settembre 1970.